# Narao no Akō

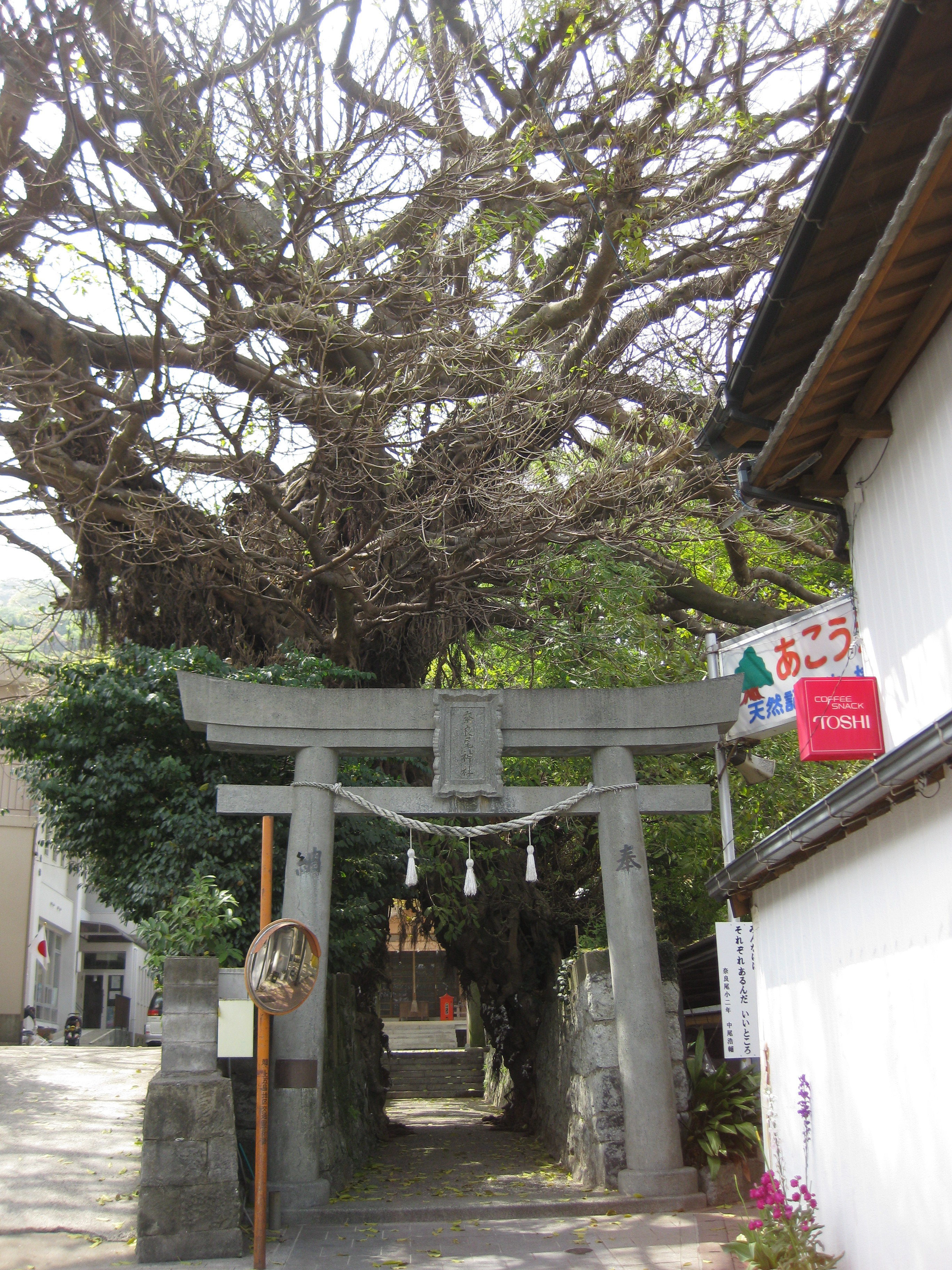
Blick auf Narao no Akō und durch diesen zum Shintō-Schrein

Narao no Akō (japanisch 奈良尾のアコウ; deutsch „Naraos Feigenbaum“) ist ein Feigenbaum (Ficus sp.) auf Nakadōri-jima in den japanischen Gotō-Inseln. Der Baum befindet sich im Süden der Insel auf etwa 7 m Höhe auf dem Gelände des Narao-Schreins in Narao. Nakadōri-jima zählt administrativ zu Shinkamigotō in der Präfektur Nagasaki.

## Beschreibung
Der Feigenbaum hat eine Höhe von etwa 25 Metern und eine ausladende Krone. Bis in circa 7 Metern über dem Boden teilt er sich in zwei Hauptstämme, die einen natürlichen Durchgang zum Narao-Schrein und somit eine Art Torii bilden. Die beiden Stämme haben einen Umfang von etwa 6 und 7 Metern. Insgesamt hat der Feigenbaum einen Stammumfang von 13,9 Metern und ist damit der größte Baum seiner Art in Japan. Nach einer Untersuchung des Umweltministeriums aus dem Jahr 2000 teilte er sich den ersten Platz, gemessen am dort angegebenen Stammumfang von rund 12 Metern, mit einem weiteren Feigenbaum in Ishigaki in der Präfektur Okinawa.

## Geschichte und Bedeutung
Narao no Akō soll rund 670 Jahre alt sein. Die Geschichte des Orts Narao reicht dagegen bis ins späte 16. Jahrhundert zurück, als sich dort Fischer aus der Präfektur Wakayama ansiedelten. Am Feigenbaum beteten sie für einen reichen Fang und Schutz. Es heißt zudem, dass das Durchschreiten des alten Feigenbaums ein langes Leben beschert.
Narao no Akō wurde am 27. April 1961 als nationales Naturdenkmal ausgewiesen.